# Cathédrale Saint-Alexandre-Nevski de Sofia
Pour les articles homonymes, voir Cathédrale Saint-Alexandre-Nevski.
La cathédrale Saint-Alexandre-Nevski (en bulgare : Храм-паметник „Свети Александър Невски“, translittération internationale Hram-pametnik "Sveti Aleksandăr Nevski", littéralement « temple-monument Saint-Alexandre-Nevski ») est une cathédrale orthodoxe de style néo-byzantin située à Sofia et servant d’église cathédrale au patriarche de Bulgarie.
Comprenant cinq nefs et trois autels et pouvant contenir près de 10 000 fidèles, il s’agit de la deuxième plus vaste cathédrale de la péninsule balkanique après le temple Saint-Sava de Belgrade, l’une des plus vastes cathédrales du monde orthodoxe et l’un des symboles de Sofia.

## Architecture
Basilique construite selon un plan en croix, elle comprend une coupole centrale dorée à l’or fin s’élevant à 45 mètres de haut. Son campanile, atteignant plus de 50 mètres, possède un carillon de douze cloches pesant plus de 23 tonnes, la plus lourde faisant douze tonnes et la plus légère dix kilos. L’intérieur est décoré de marbres polychromes d’Italie, d’onyx du Brésil, d’albâtre et d’autres matériaux précieux. Le Pater Noster est inscrit en fines lettres d’or tout autour de la coupole centrale.

## Historique
Envisagée depuis 1880, sa construction commença en 1882 après la pose de la première pierre mais s’étala entre 1904 et 1912. Elle fut élevée en l’honneur des soldats russes tombés lors de la guerre russo-turque de 1877-1878 qui avait libéré la Bulgarie du joug ottoman. La cathédrale fut conçue par Alexandre Pomerantsev, avec l’aide d’Alexandre Smirnov et Alexandre Iakovlev. Pomerantsev changea radicalement le projet initial d’Ivan Bogomolov qui datait de 1884-1885. La conception finale fut achevée en 1898 : fut chargée de la construction et de la décoration une équipe d’artistes, architectes et ouvriers bulgares, russes, austro-hongrois et d’autres nationalités, parmi lesquels, outre les susmentionnés, Petko Pomchilov, Yordan Milanov, Haralampi Tachev, Ivan Mrkvička, A. Kiseliov, Anton Mitov, Alexandre Vakhrameiev et bien d’autres. Les parties en marbre et les sources d’éclairage furent créées à Munich, les éléments métalliques pour les portes à Berlin, les portes elles-mêmes furent fabriquées à l’usine de Karl Bamberg de Vienne et les mosaïques vinrent de Venise par bateau.
La cathédrale prend le nom de cathédrale Saints-Cyrille-et-Méthode, entre 1916 et 1920, avant de recouvrer son appellation initiale. L’édifice devient monument culturel en 1924.
Un musée d’art sacré, annexe de la Galerie nationale, se trouve dans la crypte de la cathédrale. Il comprend des objets liturgiques, des manuscrits, des peintures murales et la plus importante collection d'icônes d'Europe.

## Galerie

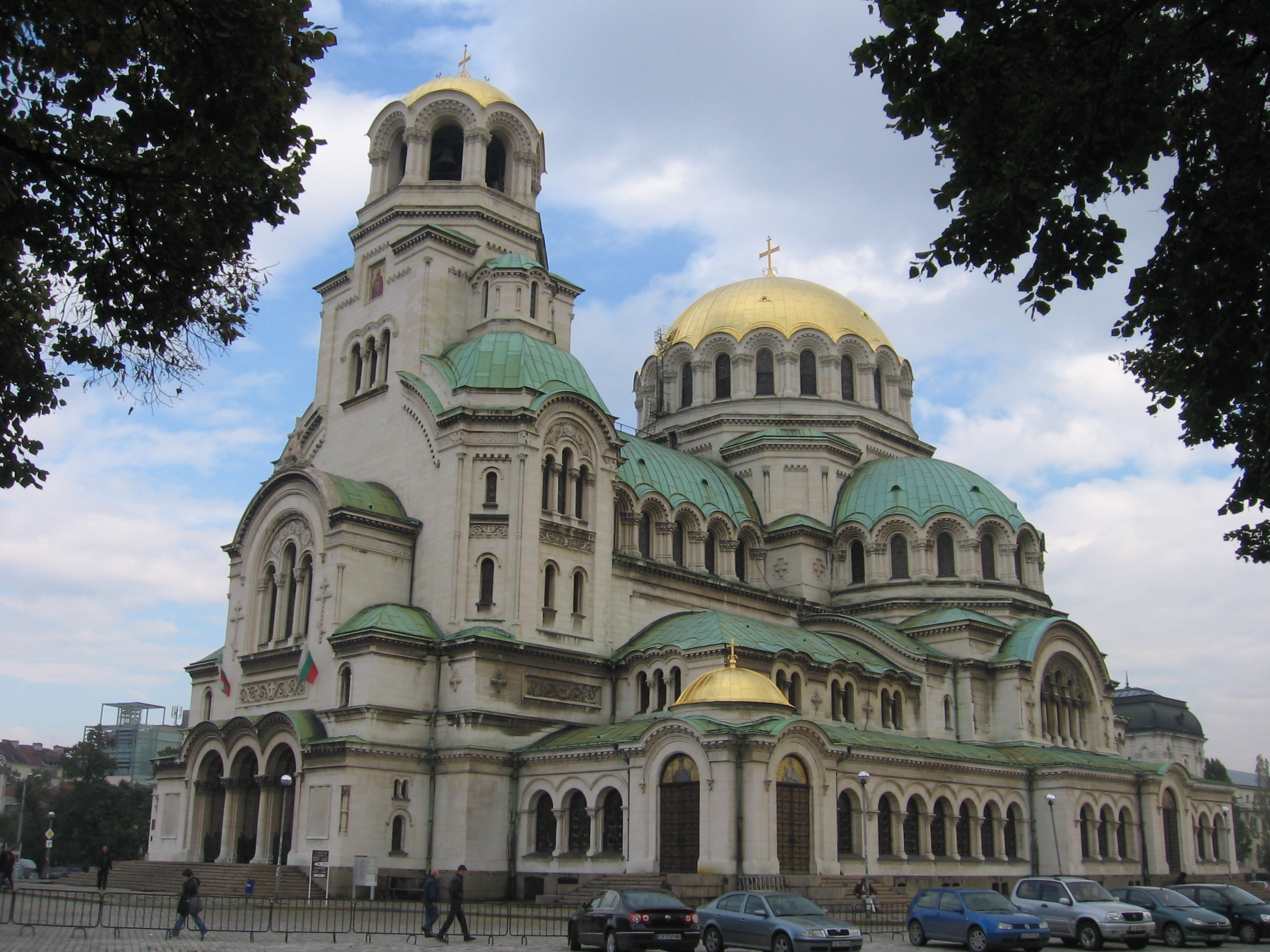
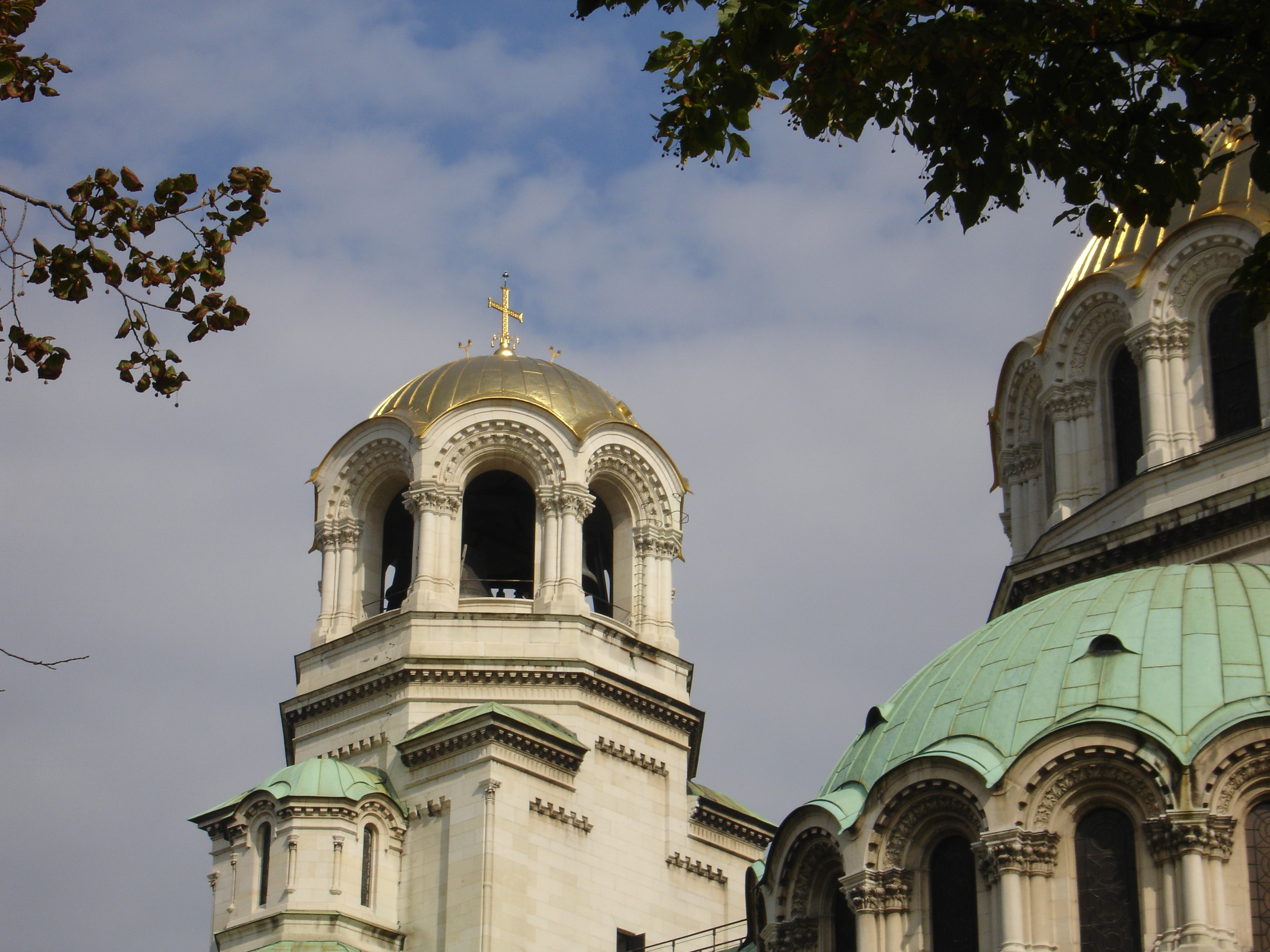
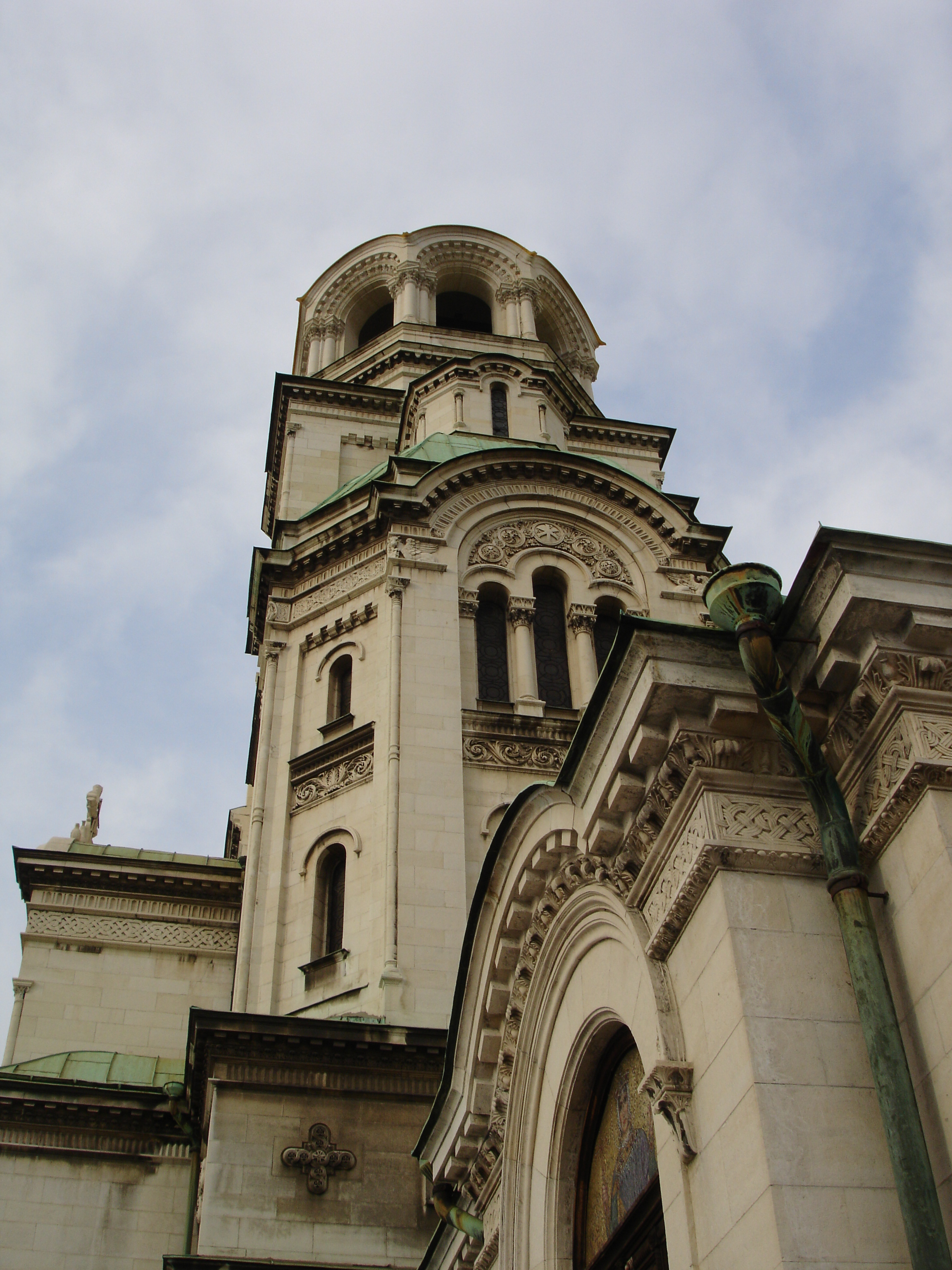
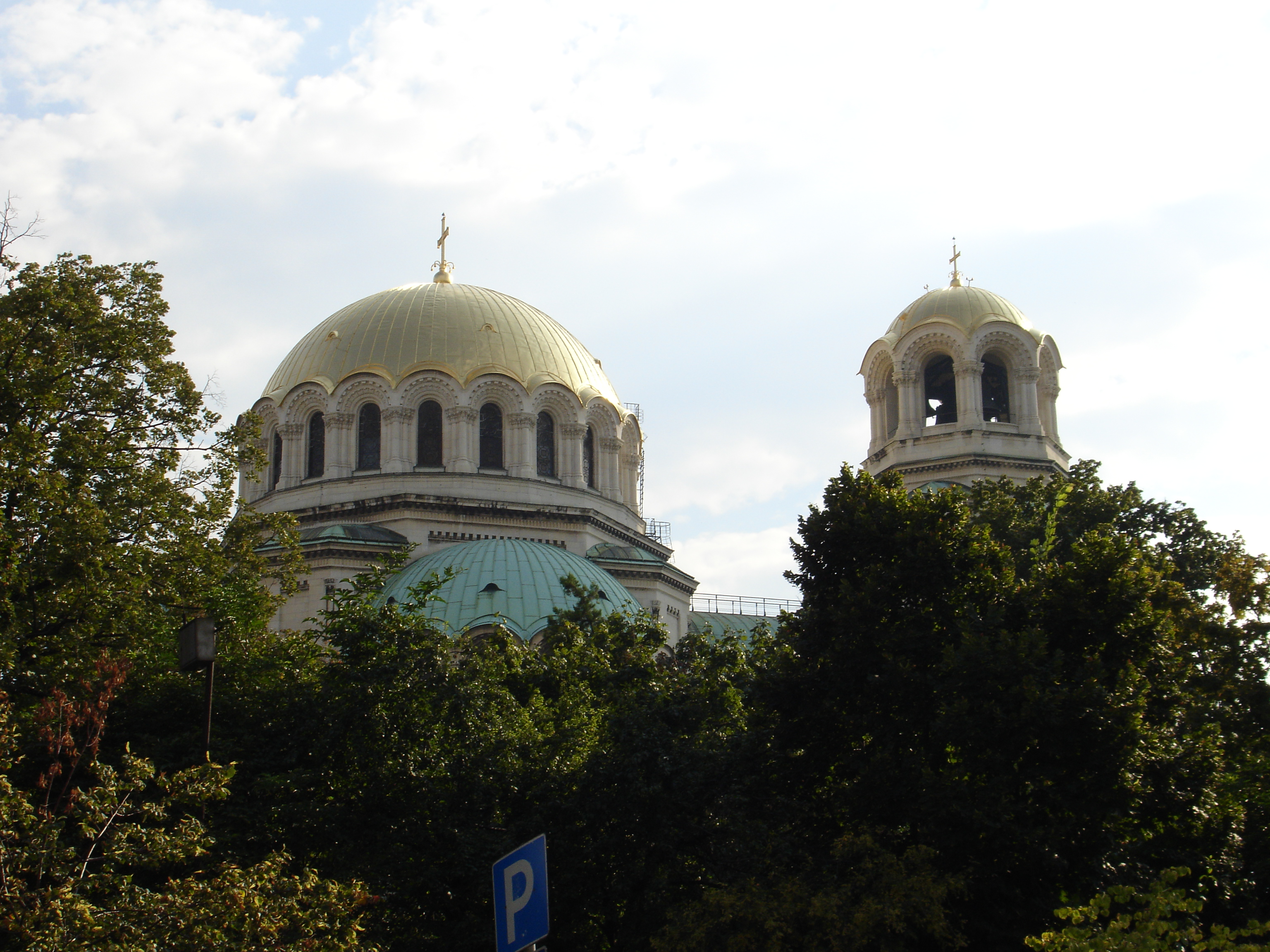
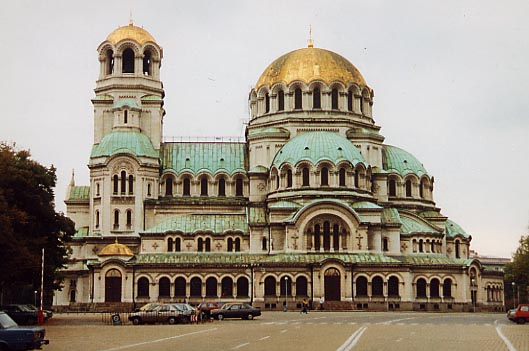
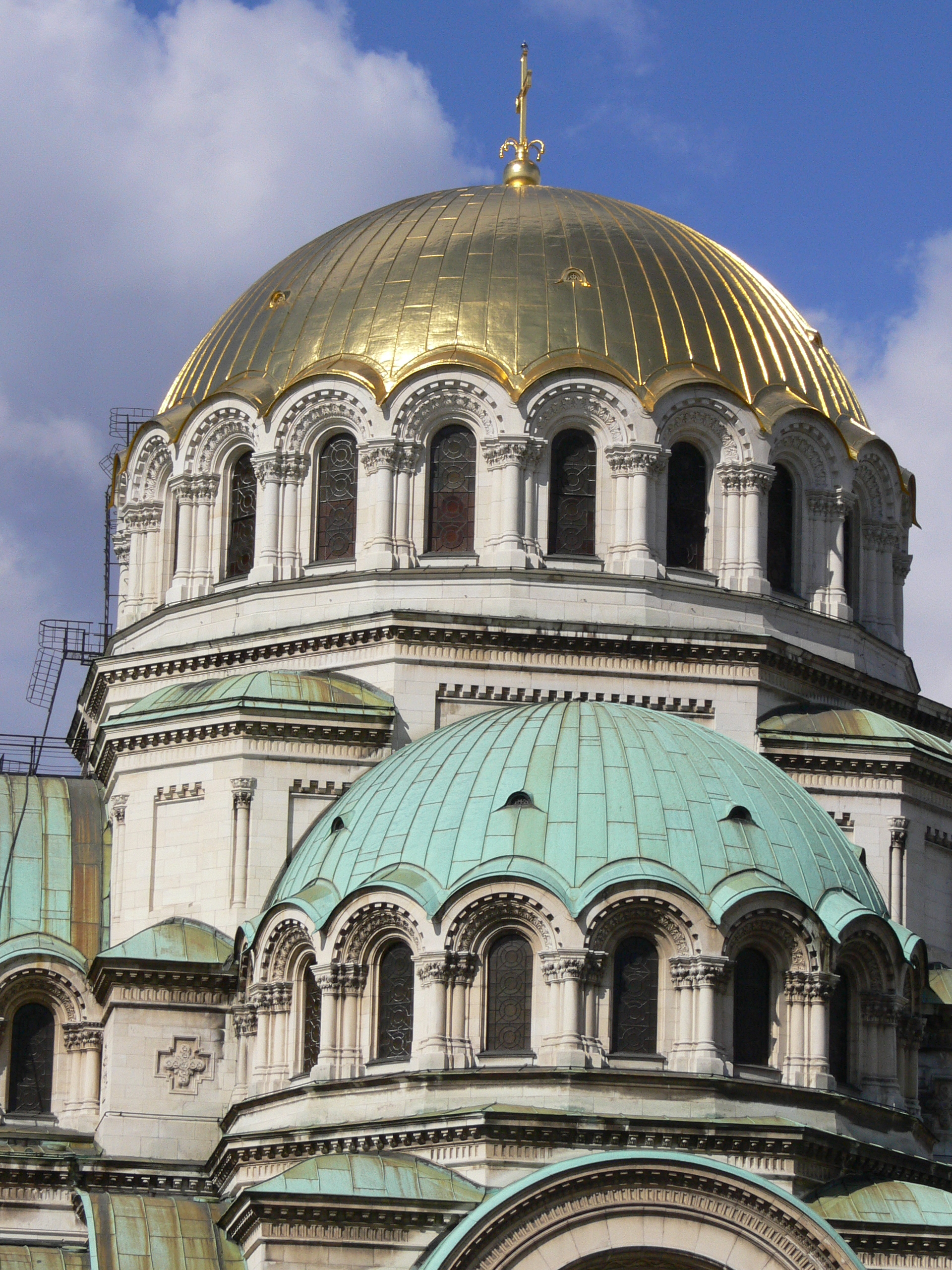
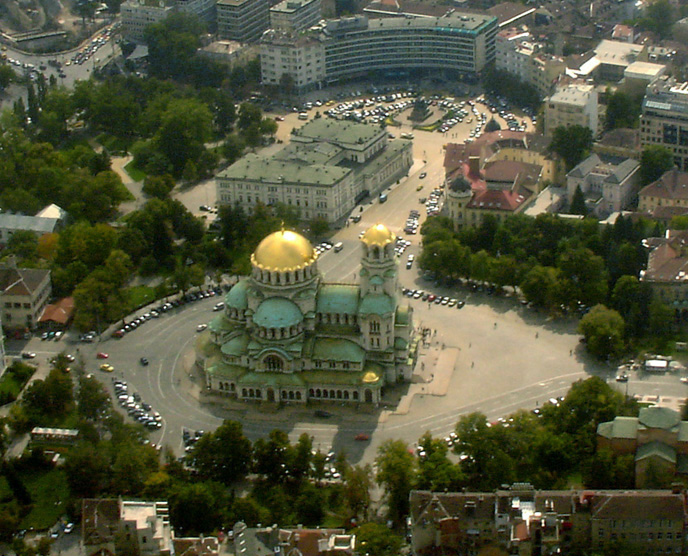
La cathédrale Alexandre-Nevski vue du ciel
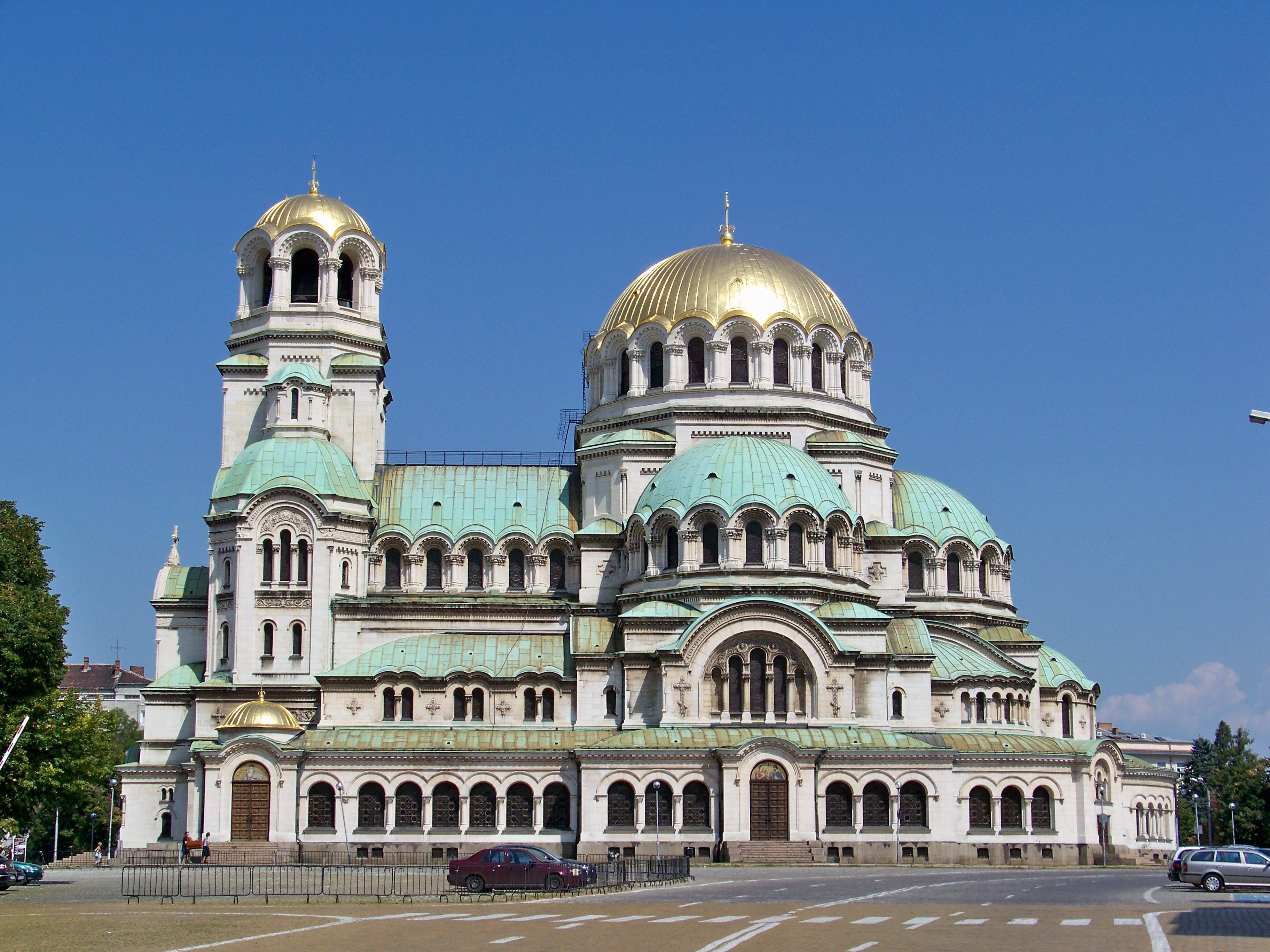
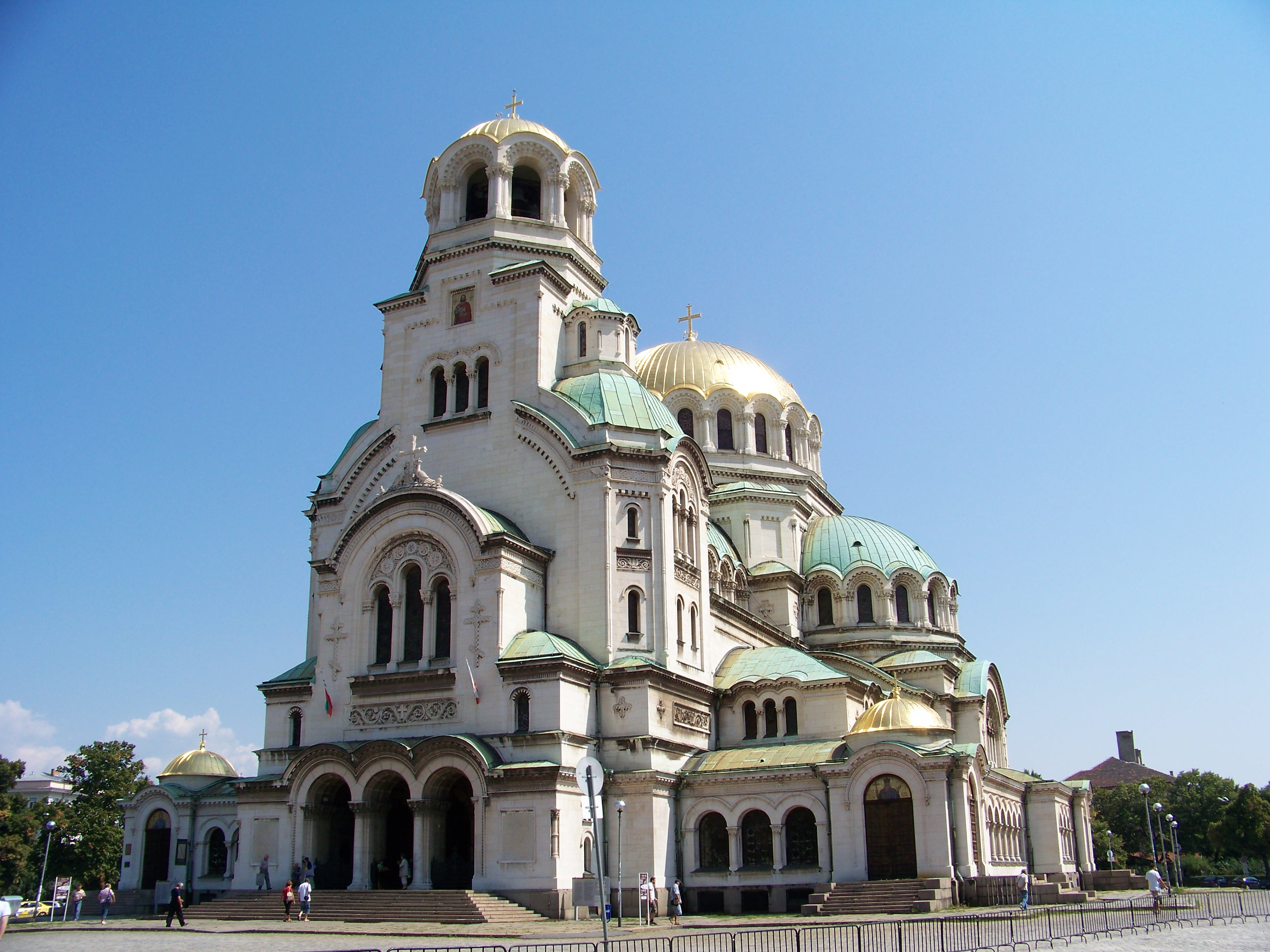
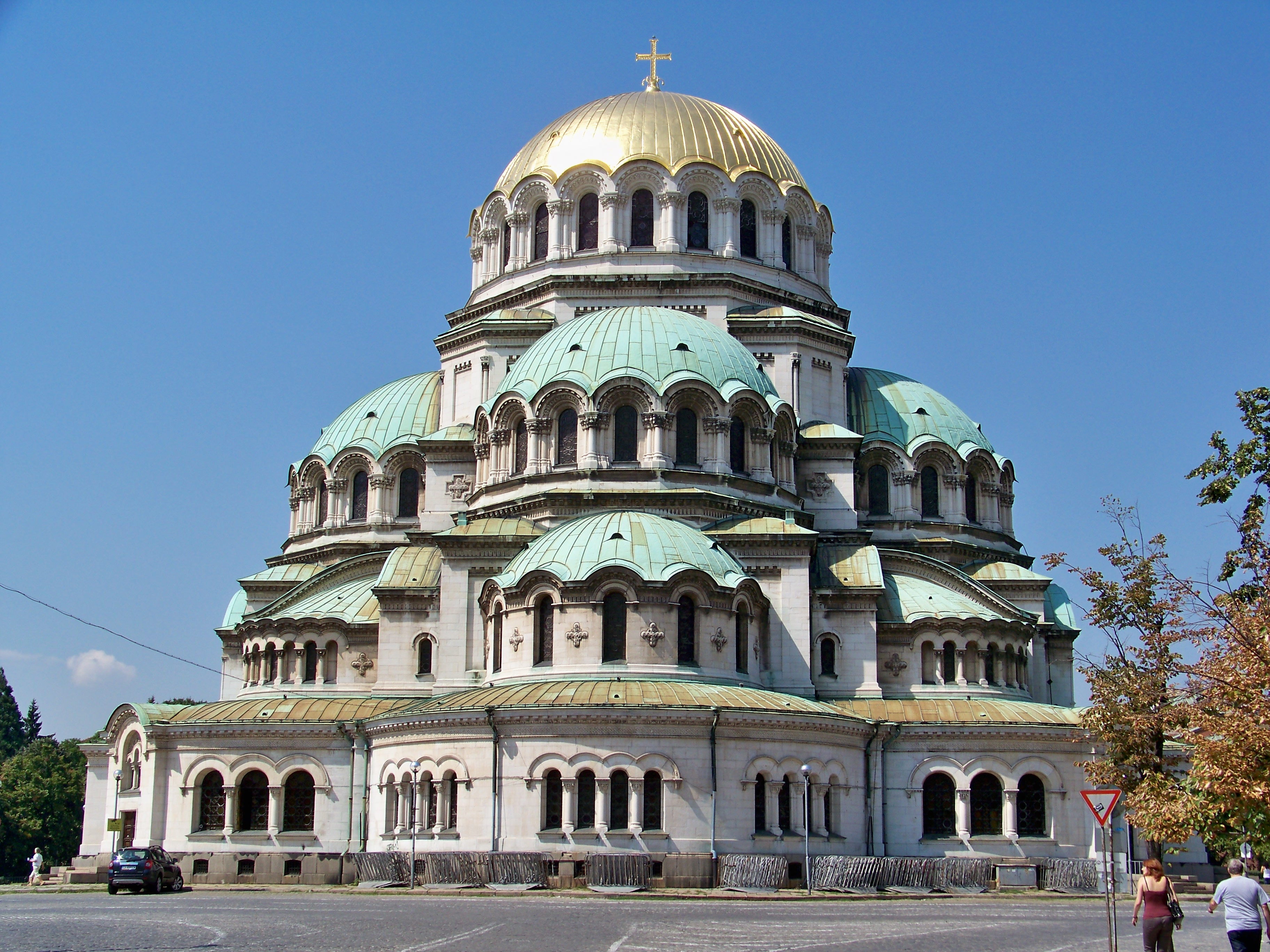
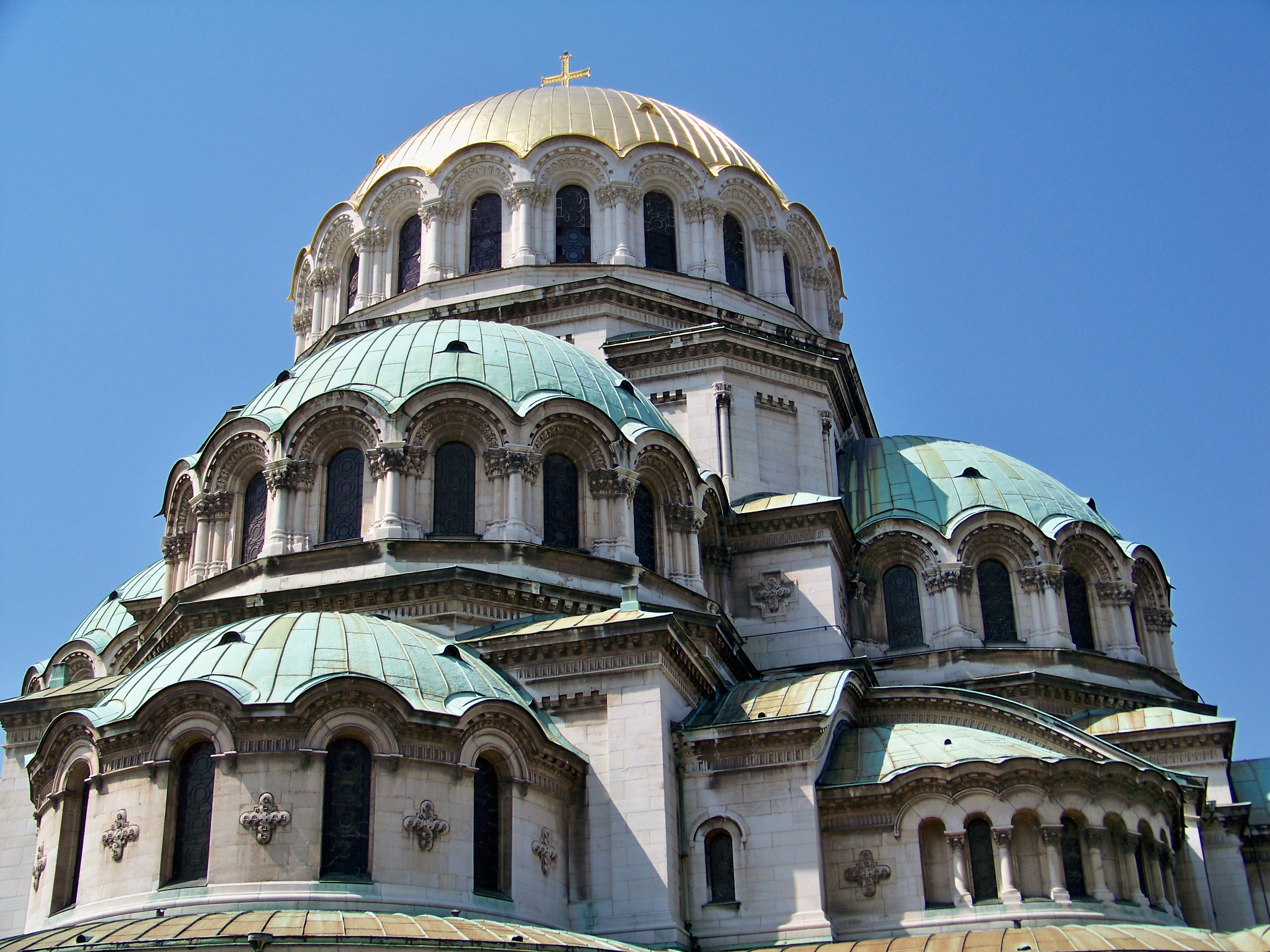
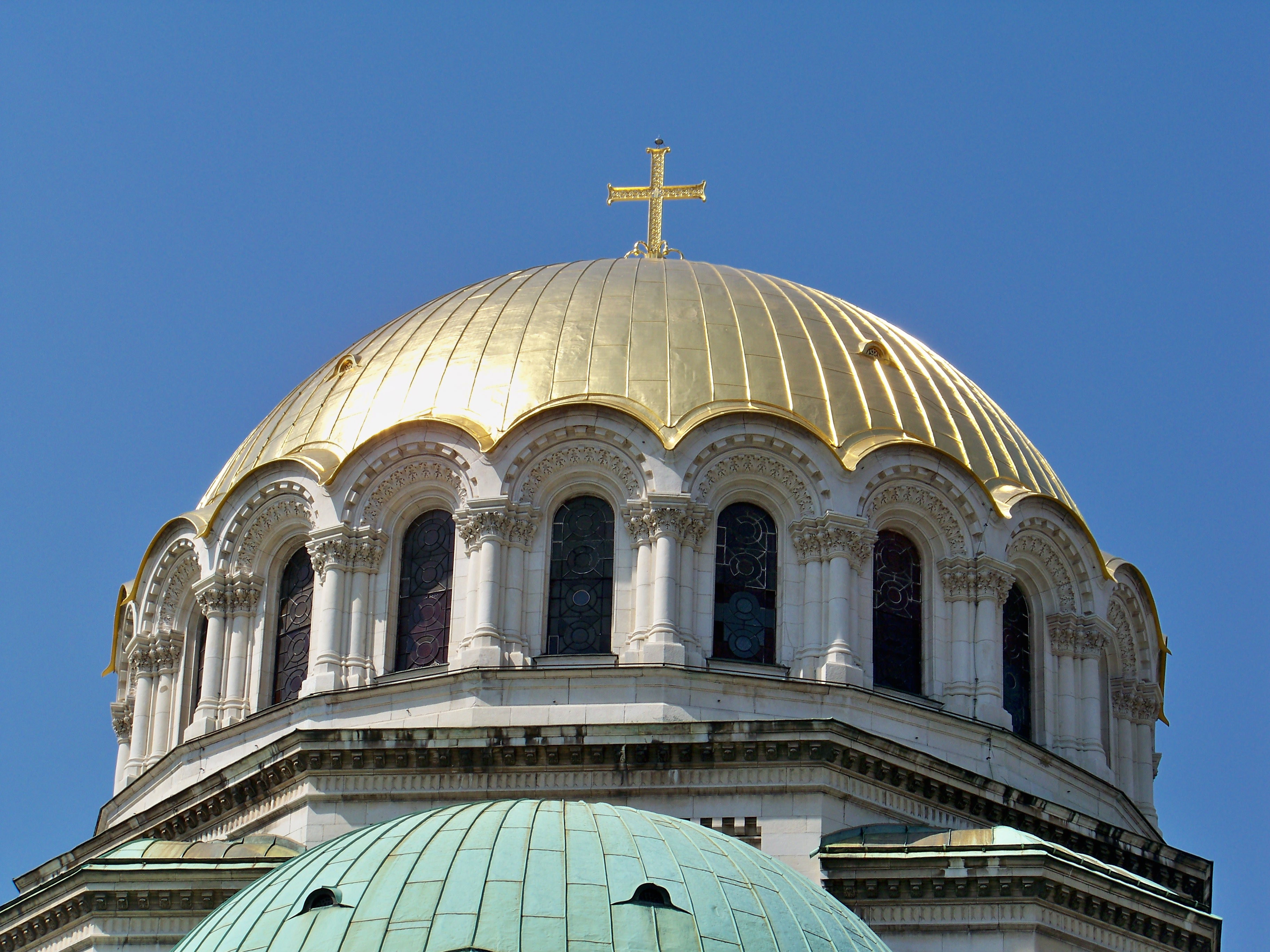
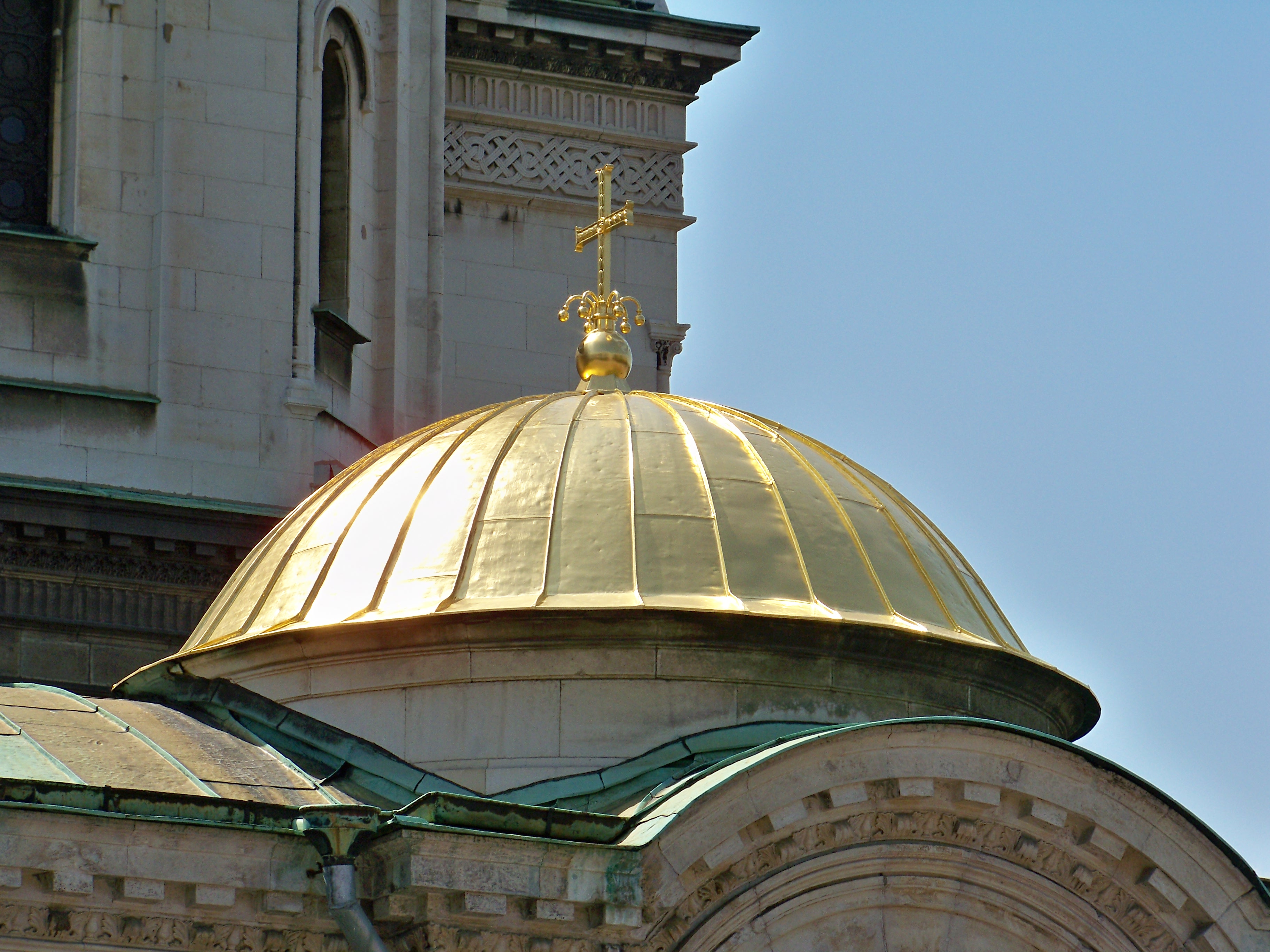
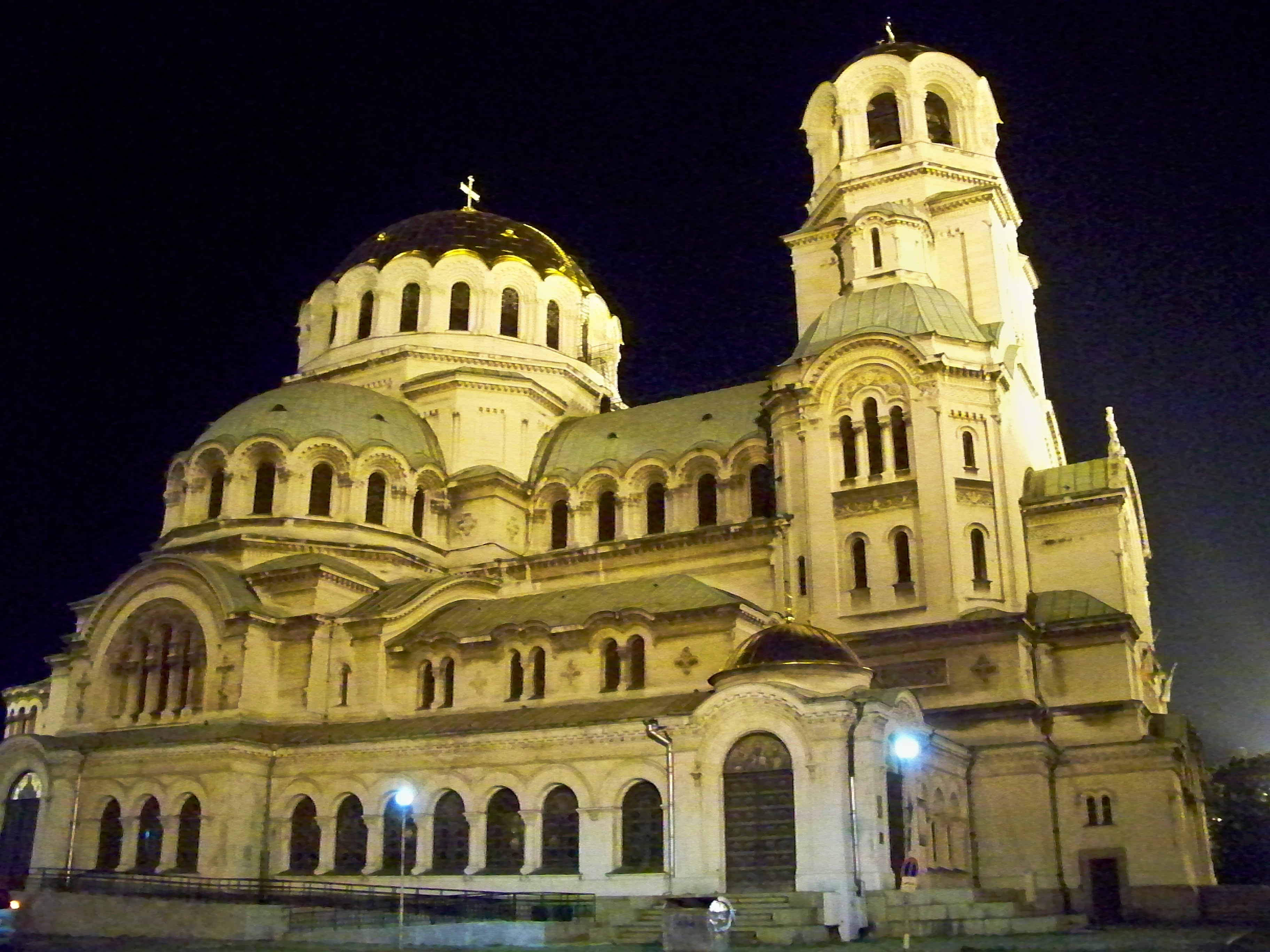
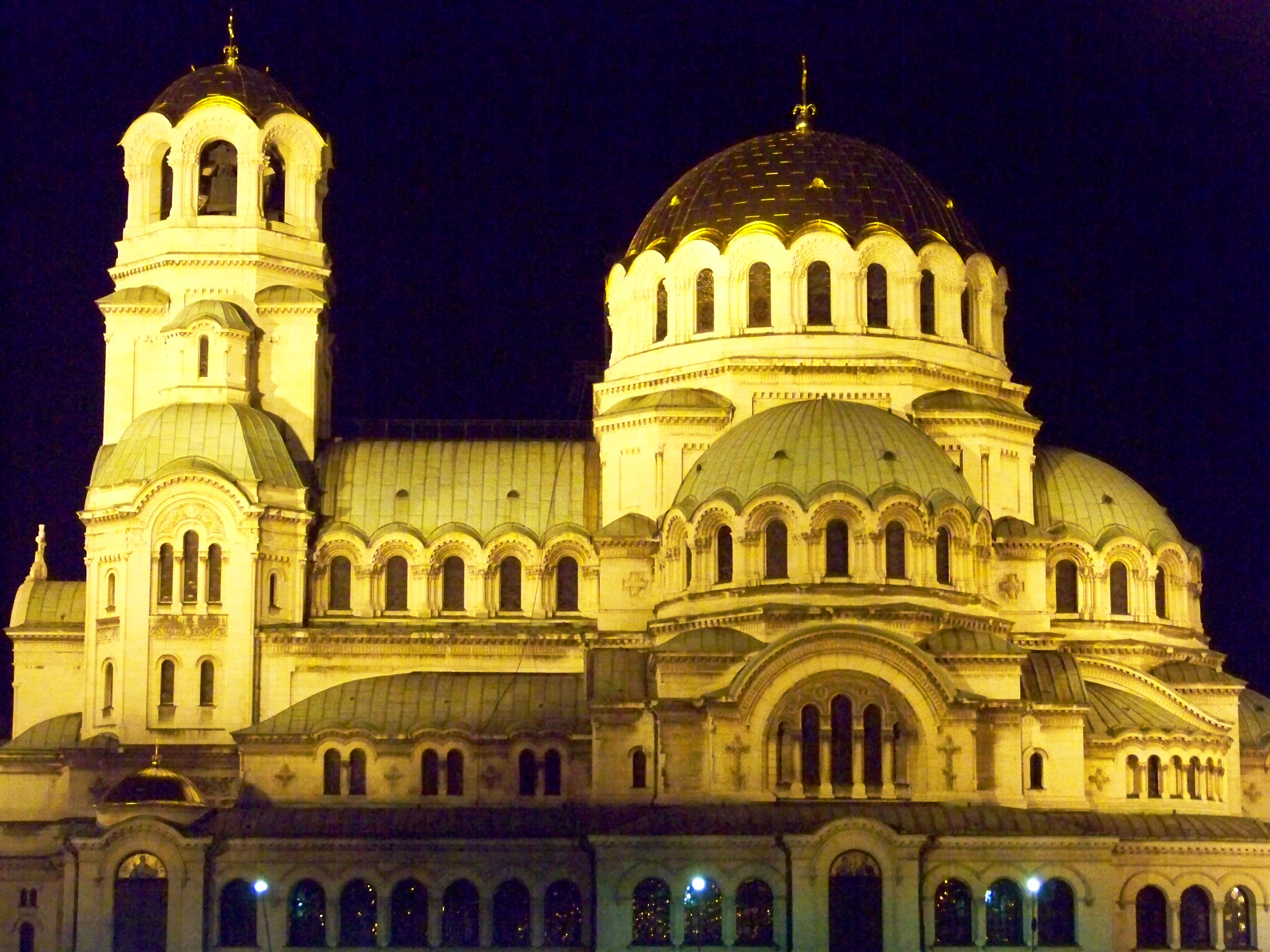
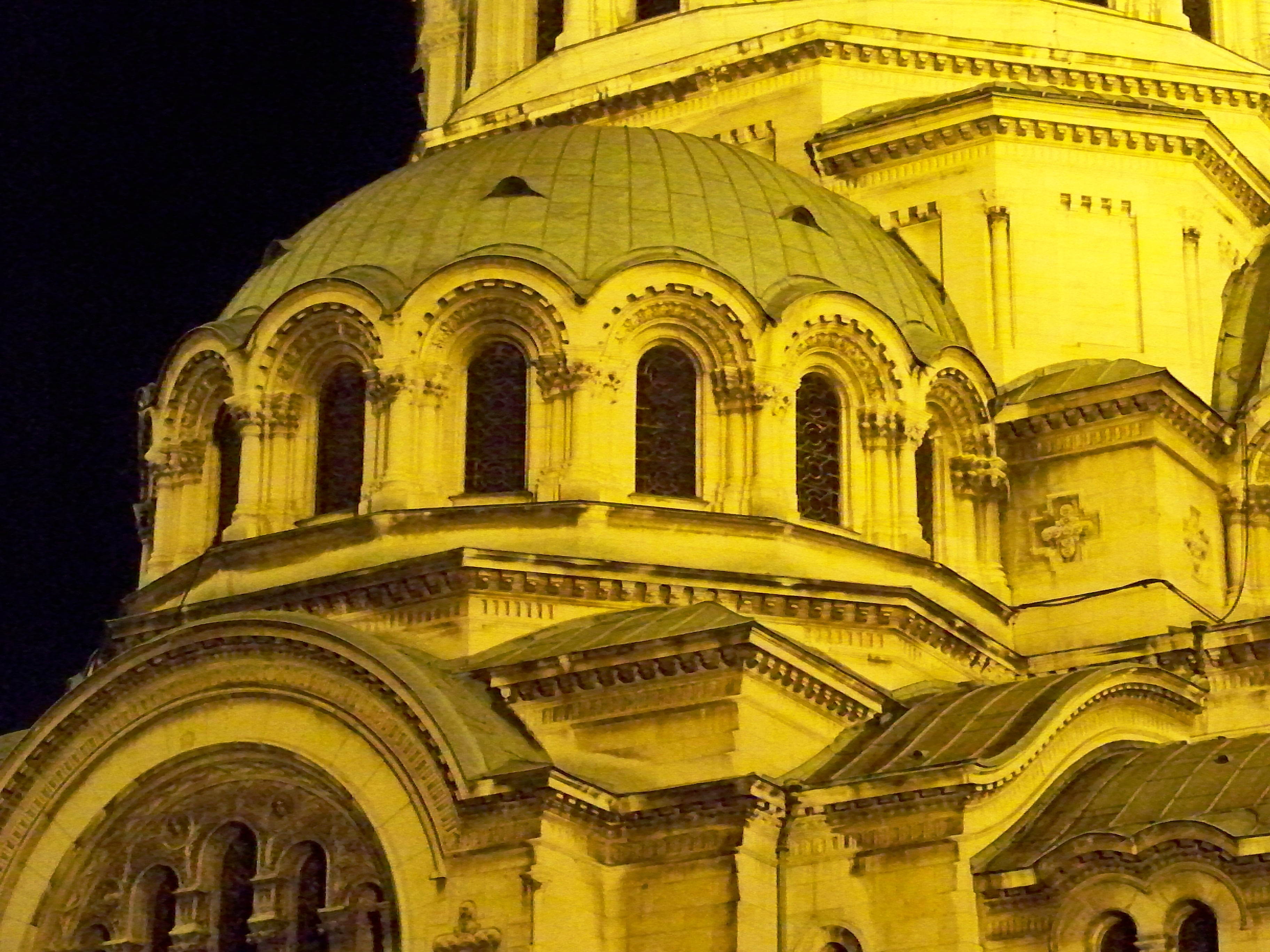
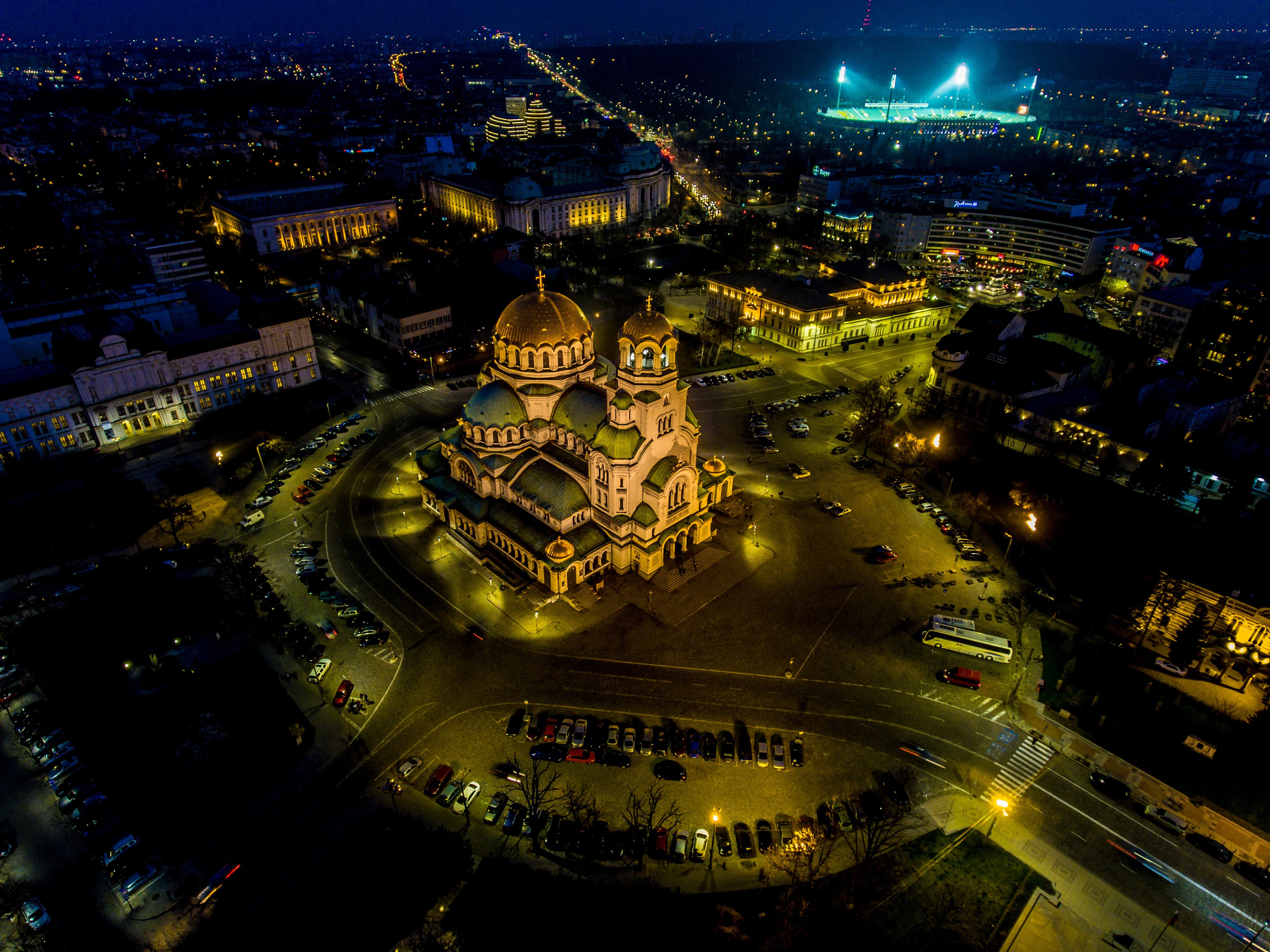
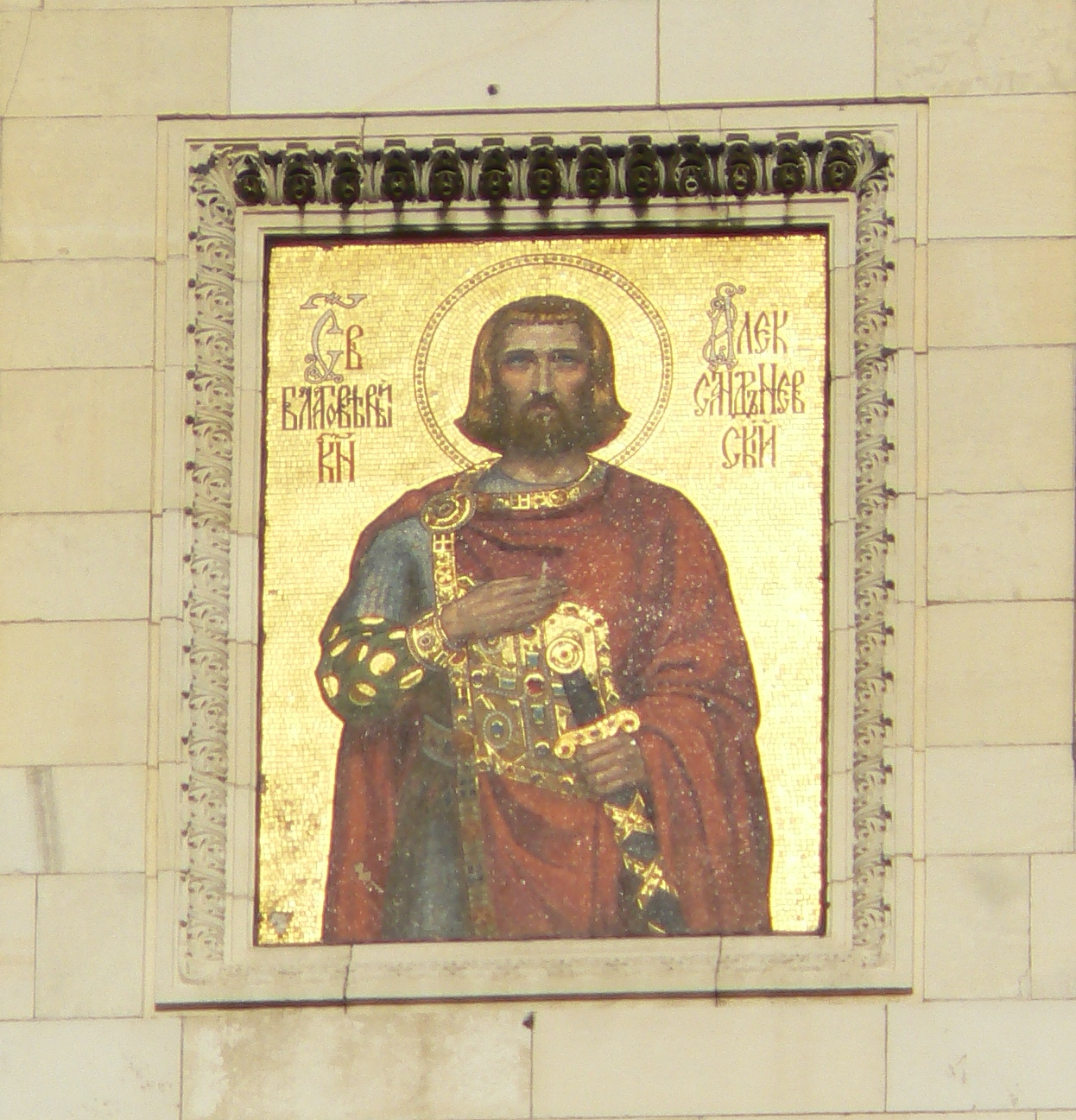
Mosaïque représentant Alexandre Nevski